# Хореш

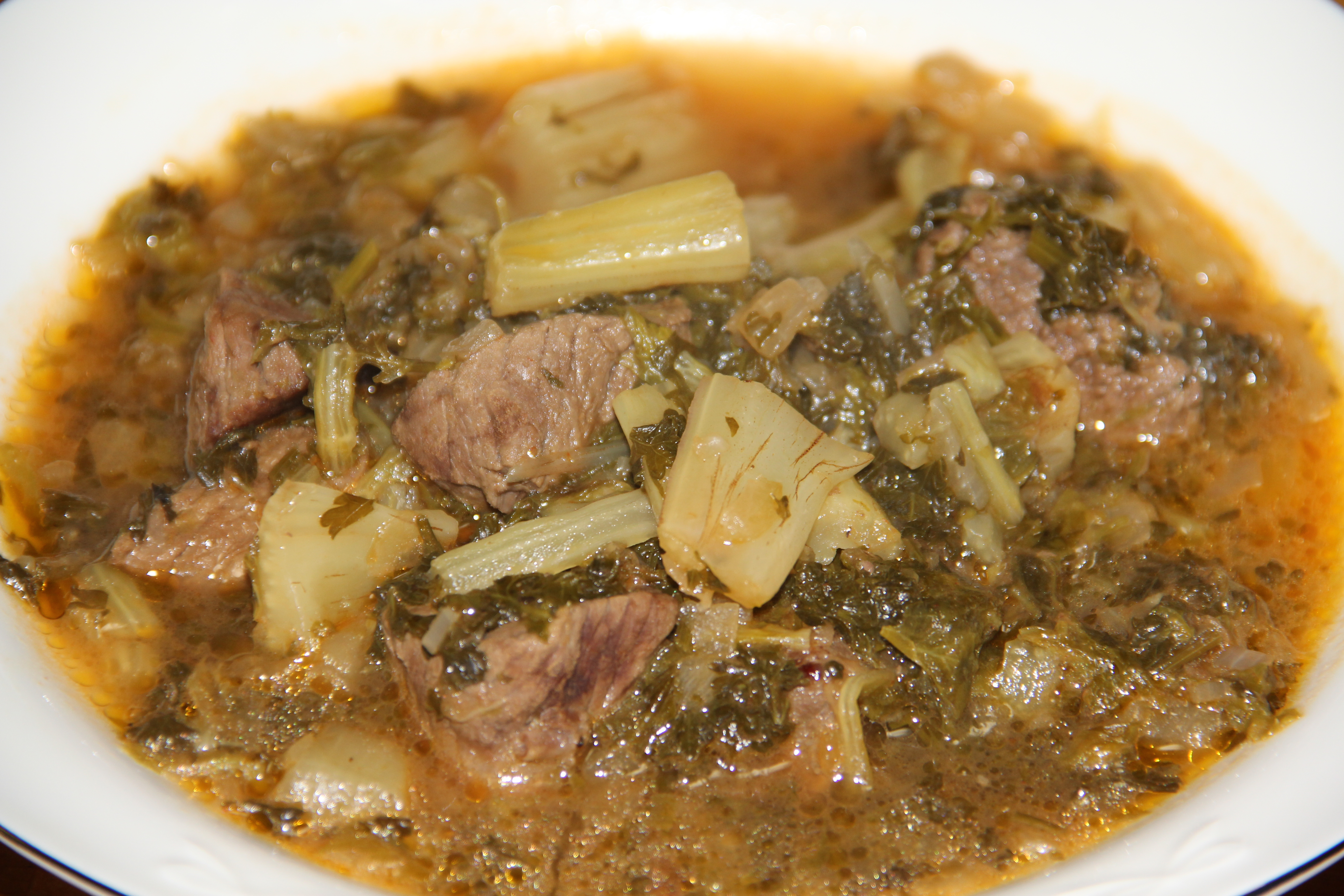
Khoresh karafs

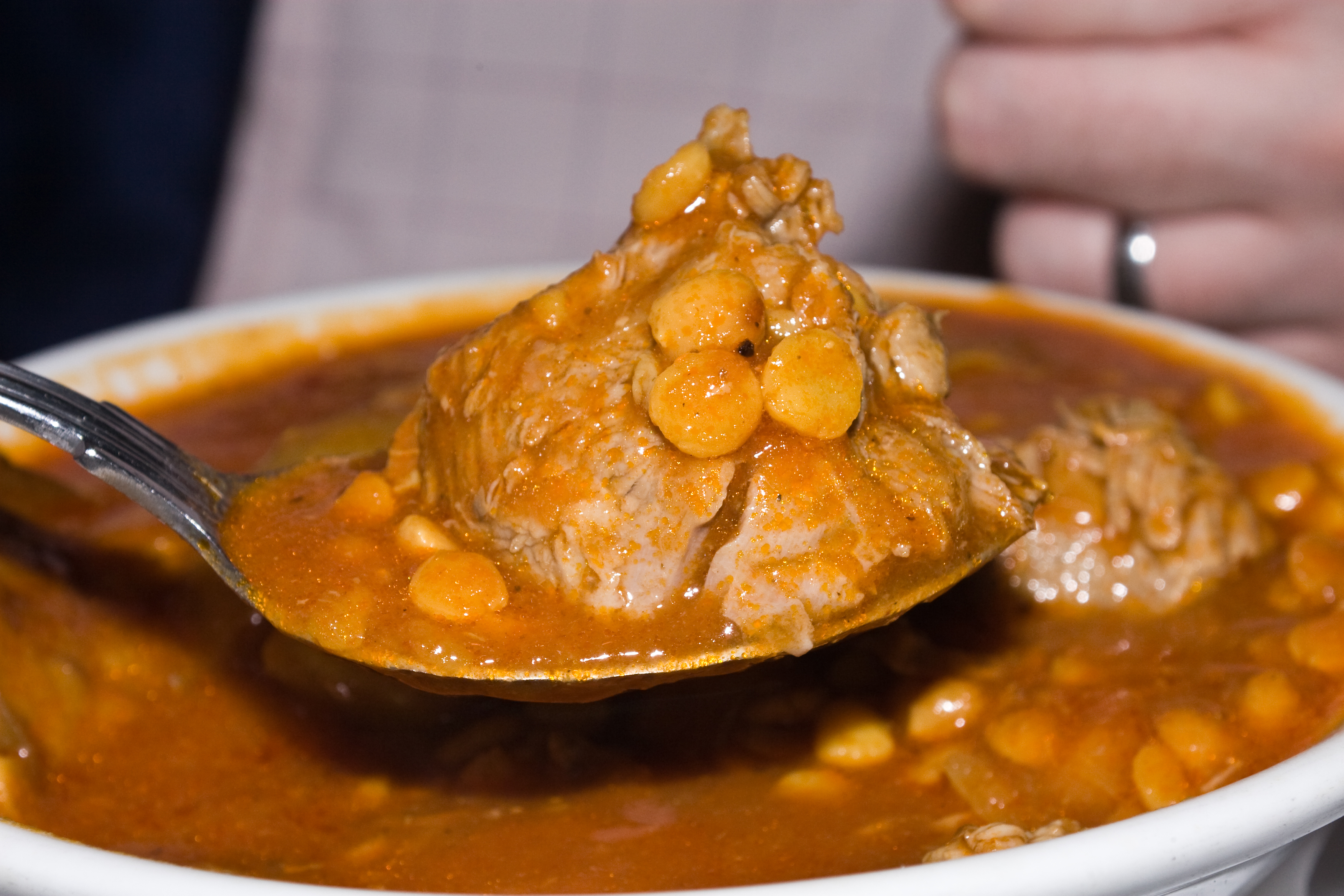
Бадемжан

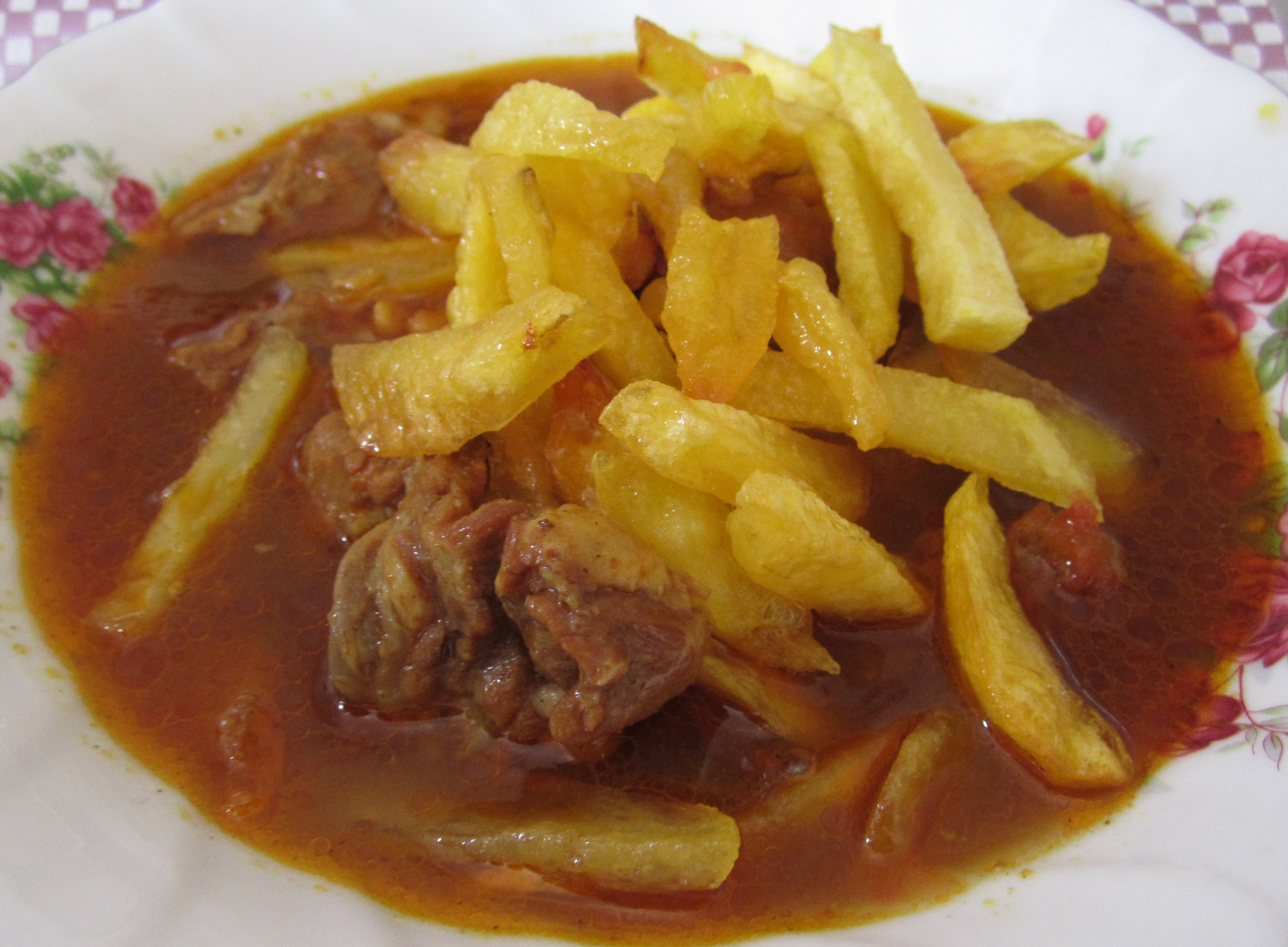
Khoresh-e :en:Gheimeh

Хореш — вид тушеных блюд в иранской кухне. Основой их обычно являются овощи и мясо, но существует множество вариантов хореша с различными ингредиентами, в том числе и вегетарианских. Обычно такие блюда подаются вместе с рисом. Часто в них добавляют большое количество шафрана, что придает характерный цвет и запах.
К хорешам относятся такие блюда, как гормэ сабзи (с большим количеством зелени), фесенджан (в основном из мяса), хореш бадемжан (с баклажанами).